# Městský stadion v Ostravě-Vítkovicích
Městský stadion v Ostravě-Vítkovicích je ostravský atletický a fotbalový stadion, který byl otevřen v létě 1938 a je ve vlastnictví města Ostravy, respektive jeho společnosti Vítkovice Aréna a.s. Samotný areál, ve kterém se městský stadion nachází, dále čítá fotbalové hřiště s umělou trávou a lehkým atletickým oválem, vrhačské sektory a tělocvičnu.
Na stadionu od září 2012 probíhala rozsáhlá rekonstrukce sportoviště. Na místě betonových ochozů na východní, severní a jižní straně stadionu byly postaveny nové tribuny, které tak spolu s hlavní tribunou vytváří kolem celého stadionu uzavřený prstenec. Hlavní tribuna byla zachována, avšak prošla také rozsáhlou modernizací, zahrnující nové sedačky, audiotechniku a především zcela nové tiskové centrum, jehož budova se nachází mezi jižní a hlavní tribunou. Dráha a sektory dostaly nový tartanový povrch, byl položen nový trávník na hrací plochu, vybudovány vstupní brány a další objekty.
Nejslavnější český atlet Emil Zátopek vytvořil na oválu zdejšího stadionu dva světové rekordy v běhu na 10 000 m. Stadion byl dějištěm také mnoha mezistátních zápasů československých fotbalistů, častá byla mezinárodní pohárová střetnutí Baníku Ostrava a také FC Vítkovice, pro něž byl Městský stadion domácím prostředím.
Po sezóně 2014/15 Synot ligy se sem přestěhoval z nevyhovujícího stadionu Bazaly klub FC Baník Ostrava.

## Kapacita
Celý stadion má kapacitu 15 123 krytých míst k sezení a je rozdělen na 4 tribuny. Podle kapacity je to pátý největší fotbalový stadion v Česku.
Západní (hlavní) tribuna má kapacitu 2 667 míst. Západní tribuna je rozdělena na 9 sektorů číslovaných od A1 po A9. Sektor A1 je zejména vyhrazen médiím a novinářům, sektor A5 je určen pro VIP diváky a sektory A8 a A9 jsou koncipovány jako rodinná tribuna pro rodiče s dětmi od 6 do 12 let. V tribuně se nachází dalších 44 míst v celkem 6 skyboxech, když 2 skyboxy mají každý kapacitu 6 míst a 4 skyboxy mají každý kapacitu 8 míst. Tribuna obsahuje další technické zázemí pro televizní přenosy a další zástupce médií o celkové kapacitě 38 míst.
Východní tribuna má kapacitu 5 020 míst. Východní tribuna je rozdělena 10 sektorů číslovaných od B1 po B10. Tribuna obsahuje 20 míst pro vozíčkáře.
Severní tribuna má kapacitu 3 681 míst. Severní tribuna je rozdělena na 8 sektorů číslovaných od C1 po C8. Místa v sektorech C1 až část C4 jsou vyhrazena pro Vlajkonoše hostů při fotbalových utkáních a jsou odděleny plotem od ostatních sedaček. Tribuna obsahuje 10 míst pro vozíčkáře.
Jižní tribuna s kapacitou 3 755 míst. Jižní tribuna je rozdělena na 8 sektorů číslovaných od D1 po D8. Místa v sektorech D1 až část D4 jsou vyhrazena pro Vlajkonoše domácího týmu při fotbalových utkáních. Tribuna obsahuje 10 míst pro vozíčkáře.
| Západní tribuna A  | A1                 | A2          | A3  | A4  | A5  | A6  | A7          | A8  | A9            | Skyboxy       | Místa nad tribunou | ZTP           | Celkem                                             |
| ------------------ | ------------------ | ----------- | --- | --- | --- | --- | ----------- | --- | ------------- | ------------- | ------------------ | ------------- | -------------------------------------------------- |
| Kapacita           | 47 +75 komentátoři | 282         | 317 | 323 | 473 | 323 | 323         | 282 | 297           | 44            | 38 novinářů        | 0             | 2667 + 75 komentátoři + 38 novinářů + 44 skyboxy   |
| Východní tribuna B | B1                 | B2          | B3  | B4  | B5  | B6  | B7          | B8  | B9            | B10           |                    | ZTP           | Celkem                                             |
| Kapacita           | 113                | 501 +10 ZTP | 560 | 668 | 668 | 664 | 668         | 564 | 497 +10 ZTP   | 117           |                    | 20            | 5020 + 20 ZTP                                      |
| Severní tribuna C  | C1                 | C2          | C3  | C4  | C5  | C6  | C7          | C8  |               |               |                    | ZTP           | Celkem                                             |
| Kapacita           | 233                | 433         | 496 | 568 | 572 | 610 | 532 +10 ZTP | 237 |               |               |                    | 10            | 3681 + 10 ZTP                                      |
| Jižní tribuna D    | D1                 | D2          | D3  | D4  | D5  | D6  | D7          | D8  |               |               |                    | ZTP           | Celkem                                             |
| Kapacita           | 241                | 496         | 496 | 570 | 573 | 610 | 532 +10 ZTP | 237 |               |               |                    | 10            | 3755 + 10 ZTP                                      |
|                    |                    |             |     |     |     |     |             |     | Celkem        | Celkem        | Celkem             | Celkem        | 15 123 sedících diváků                             |
|                    |                    |             |     |     |     |     |             |     | Ostatní místa | Ostatní místa | Ostatní místa      | Ostatní místa | 40 ZTP + 75 komentátorů + 38 novinářů + 44 skyboxy |

## Galerie

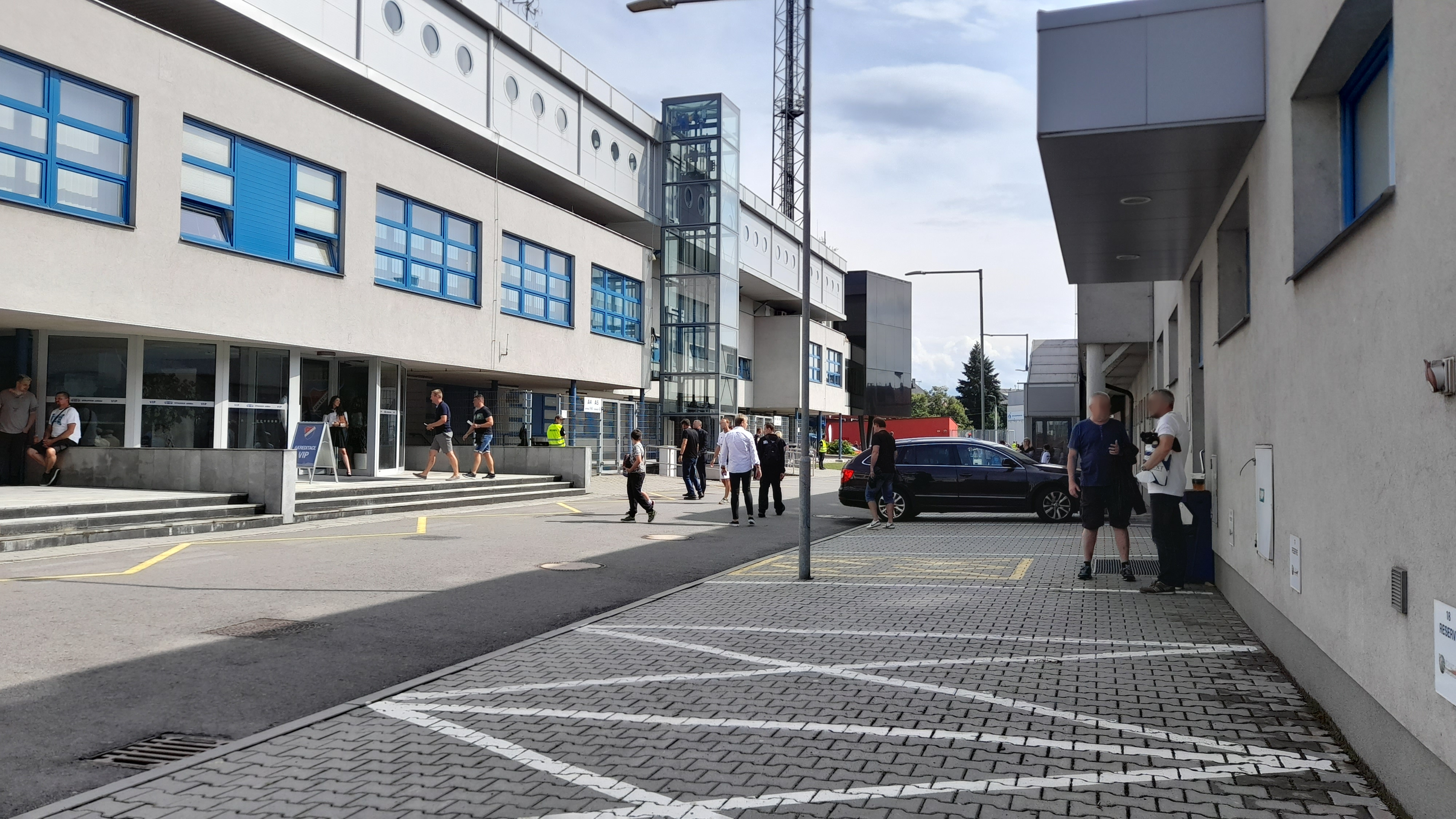
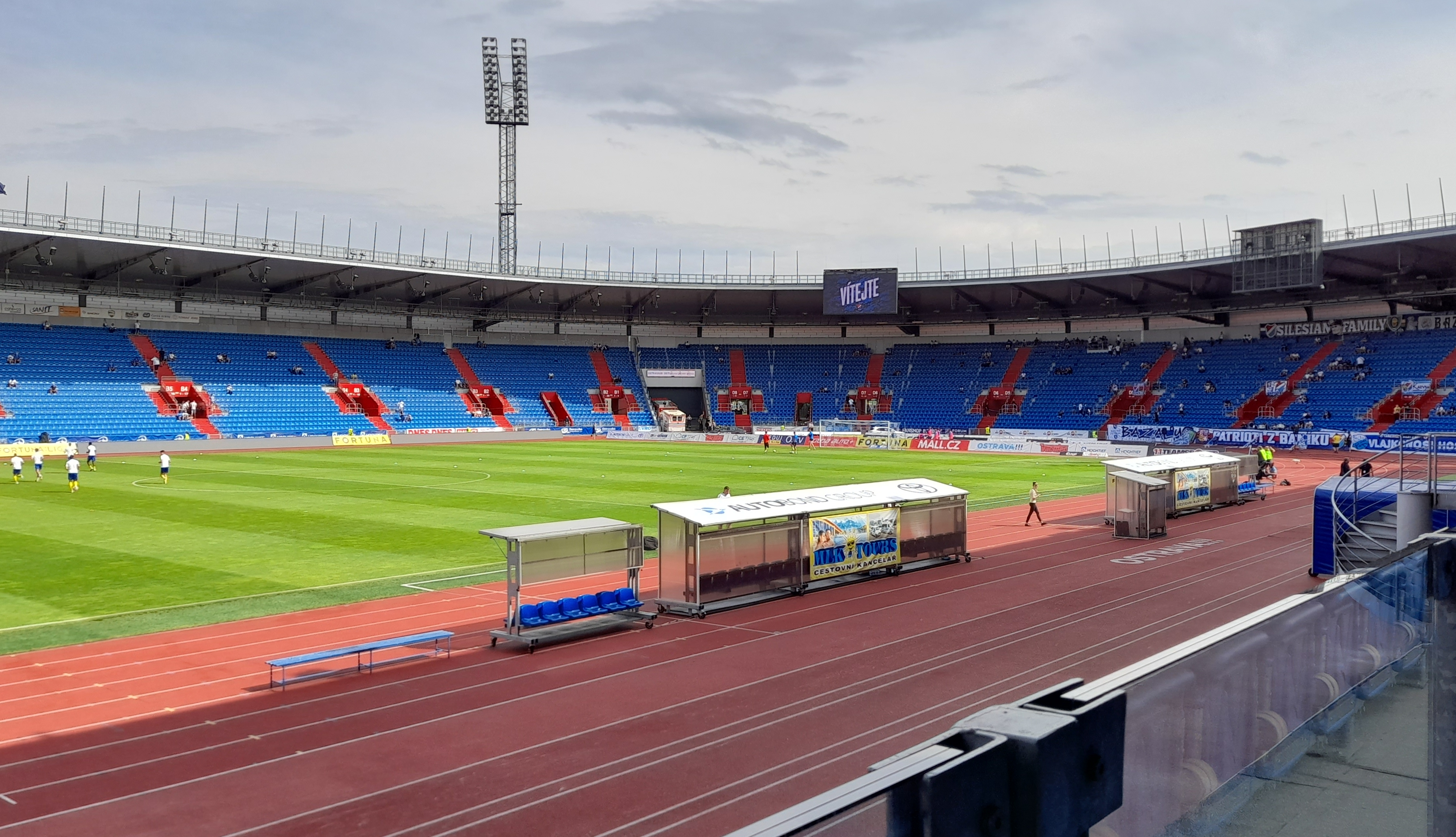

## Mezistátní reprezentační zápasy

### Československo
| 30. října 1949       |       |        |                                                    |
| Československo       | 2 – 0 | Polsko | Přátelský zápas diváci: 38 000 rozhodčí: Harangozó |
| Preis 2' Pažický 21' |       |        | Přátelský zápas diváci: 38 000 rozhodčí: Harangozó |

| 14. října 1951 |       |                 |                                                   |
| Československo | 1 – 2 | Maďarsko        | Přátelský zápas diváci: 40 000 rozhodčí: Fronczek |
| Vejvoda 24'    |       | 21', 87' Kocsis | Přátelský zápas diváci: 40 000 rozhodčí: Fronczek |

| 12. října 1958 |       |             |                                                |
| Československo | 0 – 1 | Bulharsko   | Přátelský zápas diváci: 25 000 rozhodčí: Grill |
|                |       | 23' Milanov | Přátelský zápas diváci: 25 000 rozhodčí: Grill |

| 29. dubna 1961          |       |           |                                                |
| Československo          | 2 – 1 | Mexiko    | Přátelský zápas diváci: 12 000 rozhodčí: Kowal |
| Scherer 26' Kadraba 32' |       | 45' Reyes | Přátelský zápas diváci: 12 000 rozhodčí: Kowal |

### Česko
| 26. března 1996                     |       |         |                                                 |
| Česko                               | 3 – 0 | Turecko | Přátelský zápas diváci: 10 828 rozhodčí: Ihring |
| Suchopárek 14' Kuka 59' (pen.), 90' |       |         | Přátelský zápas diváci: 10 828 rozhodčí: Ihring |

| 13. listopadu 2015 20:30                             |       |              |                                               |
| Česko                                                | 4 – 1 | Srbsko       | Přátelský zápas diváci: 14 975 rozhodčí: Vnuk |
| Sivok 17' Necid 63' (pen.) Krejčí 82' Zahustel 90+3' |       | 78' Škuletić | Přátelský zápas diváci: 14 975 rozhodčí: Vnuk |

| 11. října 2016 20:45 |       |             |                                                     |
| Česko                | 0 – 0 | Ázerbájdžán | Kvalifikace na MS 2018 diváci: 12 148 rozhodčí: Jug |
|                      |       |             | Kvalifikace na MS 2018 diváci: 12 148 rozhodčí: Jug |

| 2. září 2021 20:45 |       |           |                                                          |
| Česko              | 1 – 0 | Bělorusko | Kvalifikace na MS 2022 diváci: 7 218 rozhodčí: Jovanović |
| Barák 34'          |       |           | Kvalifikace na MS 2022 diváci: 7 218 rozhodčí: Jovanović |